# Памятник Зыгину
Памятник А. И. Зыгину — монумент в честь генерал-лейтенанта А. И. Зыгина, советского военачальника, командующего армиями в годы Великой Отечественной войны установлен в 1957 году в г. Полтава (Украина). Генерал А. И. Зыгин погиб в 1943 году в Полтавской области. В 1969 г. останки его были перенесены в Мемориальный комплекс Солдатской Славы Полтавы. Авторы — скульпторы Л. Е. Кербель и В. Е. Цигаль, архитектор Г. А. Захаров.
7 апреля 2023 года на фоне российского вторжения в Украину городской совет Полтавы поддержал идею снести памятник. Снесён в августе 2023 года.

## Описание
Монумент представлял собой бронзовую скульптуру, установленную на цилиндрическом железобетонном постаменте, который окаймлял бронзовый барельеф с изображением эпизодов Великой Отечественной войны. На нём было выгравировано: «Генерал-лейтенант Алексей Иванович Зыгин. 1896—1943».